# Millwall Football Club 2017-2018
Questa voce raccoglie le informazioni riguardanti il Millwall Football Club nelle competizioni ufficiali della stagione 2017-2018.

## Organico

### Rosa
| N. |                              | Ruolo | Calciatore       |
| -- | ---------------------------- | ----- | ---------------- |
| 1  | Scozia (bandiera)            | P     | Jordan Archer    |
| 2  | Irlanda del Nord (bandiera)  | D     | Conor McLaughlin |
| 3  | Australia (bandiera)         | D     | James Meredith   |
| 4  | Inghilterra (bandiera)       | D     | Shaun Hutchinson |
| 6  | Irlanda (bandiera)           | D     | Shaun Williams   |
| 7  | Australia (bandiera)         | A     | Tim Cahill       |
| 8  | Inghilterra (bandiera)       | C     | Ben Thompson     |
| 9  | Inghilterra (bandiera)       | A     | Lee Gregory      |
| 10 | Inghilterra (bandiera)       | C     | Fred Onyedinma   |
| 11 | Irlanda del Nord (bandiera)  | C     | Shane Ferguson   |
| 12 | Antigua e Barbuda (bandiera) | D     | Mahlon Romeo     |
| 14 | Inghilterra (bandiera)       | C     | Jed Wallace      |
| 16 | Inghilterra (bandiera)       | P     | David Martin     |

| N. |                             | Ruolo | Calciatore       |
| -- | --------------------------- | ----- | ---------------- |
| 17 | Inghilterra (bandiera)      | D     | Byron Webster    |
| 18 | Inghilterra (bandiera)      | C     | Ryan Tunnicliffe |
| 19 | Inghilterra (bandiera)      | A     | Tom Elliott      |
| 20 | Galles (bandiera)           | A     | Steve Morison    |
| 22 | Irlanda (bandiera)          | A     | Aiden O'Brien    |
| 23 | Irlanda del Nord (bandiera) | C     | George Saville   |
| 24 | Inghilterra (bandiera)      | D     | Jason Shackell   |
| 25 | Inghilterra (bandiera)      | D     | Christian Mbulu  |
| 30 | Inghilterra (bandiera)      | A     | Harry Smith      |
| 35 | Inghilterra (bandiera)      | D     | Jake Cooper      |
| 36 | Inghilterra (bandiera)      | D     | Harry Toffolo    |
| 44 | Inghilterra (bandiera)      | C     | Ben Marshall     |